# Oligoryzomys moojeni
Oligoryzomys moojeni é uma espécie de roedor da família Cricetidae. Endêmica do Brasil, onde pode ser encontrada nos estados de Minas Gerais, Goiás e Tocantins. Seu epíteto específico é uma homenagem ao biólogo João Moojen.